# Гелена Бонем Картер
Геле́на Бо́нем Ка́ртер (англ. Helena Bonham Carter; нар. 26 травня 1966 року, Лондон) — британська акторка театру і кіно, акторка озвучення. Засновниця лінії жіночого одягу та білизни Pantaloonies.

## Життєпис
Народилася 26 травня 1966 року в Лондоні в родині банкіра Раймонда Бонема Картера та психотерапевтки Елени Бонем Картер (до шлюбу Пропер де Калейон).
Родина Бонем Картер — одна з найстаріших та видатних родин Великої Британії з міцними зв'язками в політиці та шоубізнесі. Гелена — правнучка прем'єр-міністра Великої Британії лорда Асквіта й онука баронеси Бонем Картер. Двоюрідний брат Гелени — Кріспін Бонем Картер, відомий завдяки ролі містера Бінглі в мінісеріалі «Гордість та упередження».
Здобула освіту у Вестмінстерській школі.
В 11 років виграла поетичний конкурс із поемою «Виноградна лоза» (англ. Grapevine). Гроші за перемогу витратила на зйомку портфоліо для кастинг-каталогу.
Навчалася в Кембридзькому університеті на відділенні драматичного театру.
Зустрічалася з акторами Кеннетом Браною (1994—1999), Руфусом С'юелом, Стівом Мартіном.
У жовтні 2001 під час зйомок кінофільму «Планета мавп» познайомилася з режисером Тімом Бартоном, невдовзі пара заявила про заручини. За 13 років співжиття з Бертоном Бонем Картер народила двох дітей — сина Біллі-Рея (4 жовтня 2003 року) та доньку Нелл (15 грудня 2007 р.). У 2008 році заявлено про одруження пари, проте у 2016 році вони розлучилися, продовживши дружнє спілкування.

## Кар'єра
Бонем Картер здобула славу як виконавиця «аристократичних» ролей у традиційних англійських п'єсах.
У кіно вперше знялася 15-літньою, в ролі Джульєтти.
У 1985 році дебютувала на кіноекранах у стрічці Тревора Нана «Леді Джейн». Своїм виконанням зацікавила режисера Джеймса Айворі й знялася у фільмі «Кімната з видом», який вважають однією із найкращих робіт акторки.
У 1990 році зіграла Офелію в постановці «Гамлета» із Мелом Гібсоном у головній ролі. У 1996 році — знову з'явилася в екранізації твору Шекспіра, цього разу — «Дванадцята ніч».
Всесвітню популярність Бонем Картер здобула роллю Марли Зінгер у картині Девіда Фінчера «Бійцівський клуб» (1999).
Бонем Картер знімається в багатьох кінострічках Бартона, проте стверджує, що до неї він ставиться вимогливіше, ніж до інших акторів(-ок).

## Фільмографія
| Рік  | Назва українською                                          | Оригінальна назва                                   | Персонажка                                       |
| ---- | ---------------------------------------------------------- | --------------------------------------------------- | ------------------------------------------------ |
| 1983 | Візерунок із троянд                                        | A Pattern of Roses                                  | Нетті                                            |
| 1985 | Кімната з видом                                            | A Room with a View                                  | Люсі Ганічерч                                    |
| 1986 | Леді Джейн                                                 | Lady Jane                                           | Джейн Грей                                       |
| 1987 | Видіння                                                    | The Vision                                          | Джо Маррінер                                     |
| 1987 | Моріс                                                      | Maurice                                             | Леді на крикетному матчі (не включено до титрів) |
| 1987 | Небезпека сердець (На волосинку від загибелі)              | A Hazard of Hearts                                  | Серена Стейврлей                                 |
| 1988 | Маска                                                      | Maschera, La                                        | Айріс                                            |
| 1989 | Франциск                                                   | Francesco                                           | Чаяра                                            |
| 1989 | Все як треба                                               | Getting It Right                                    | Леді Мінерва Мандей                              |
| 1990 | Гамлет                                                     | Hamlet                                              | Офелія                                           |
| 1991 | Там, де янголи бояться з'явитися                           | Where Angels Fear to Tread                          | Кароліне Абботт                                  |
| 1992 | Маєток Говардс Енд                                         | Howards End                                         | Гелен Шлегель                                    |
| 1993 | Королева танцю                                             | Dancing Queen                                       | Пандора / Джулія                                 |
| 1993 | Фатальна брехня: Міс Лі Харві Освальд                      | Fatal Deception: Mrs. Lee Harvey Oswald             | Марина Освальд                                   |
| 1993 | Гідний гід по сексу                                        | «The Good Sex Guide»                                |                                                  |
| 1994 | Око, що звикло до темряви                                  | A Dark Adapted Eye                                  | Фейтх Северн (доросла)                           |
| 1994 | Масло                                                      | Butter                                              |                                                  |
| 1994 | Франкенштейн Мері Шеллі                                    | Frankenstein                                        | Елізабет                                         |
| 1995 | Видатна Афродіта                                           | Mighty Aphrodite                                    | Аманда                                           |
| 1995 | Музей Маргарет                                             | Margaret's Museum                                   | Маргарет МакНіл                                  |
| 1996 | Дванадцята ніч                                             | Twelfth Night: Or What You Will                     | Олівія                                           |
| 1996 | Китайські портрети                                         | Portraits chinois                                   | Ада                                              |
| 1997 | Дамська експедиція                                         | The Petticoat Expeditions                           | Оповідачка                                       |
| 1997 | Крила голубки                                              | The Wings of the Dove                               | Кейт Крой                                        |
| 1997 | Квіти кохання                                              | Keep the Aspidistra Flying                          | Розмарі                                          |
| 1998 | Мерлін                                                     | Merlin                                              | Фея Моргана                                      |
| 1998 | Комедія месників                                           | The Revengers' Comedies                             | Карен Найтлай                                    |
| 1998 | Теорія польоту                                             | The Theory of Flight                                | Джейн Гачард                                     |
| 1999 | Бійцівський клуб                                           | Fight Club                                          | Марла Зінгер                                     |
| 1999 | Жіночі плітки                                              | Women Talking Dirty                                 | Кора                                             |
| 1999 | Майже завершена та опублікована історія всього             | The Nearly Complete and Utter History of Everything | Лілу                                             |
| 2000 | Карнавал                                                   | Carnivale                                           | Міллі                                            |
| 2001 | Футбол                                                     | Football                                            | Мама                                             |
| 2001 | Планета мавп                                               | Planet of the Apes                                  | Арі                                              |
| 2001 | Новокаїн                                                   | Novocaine                                           | Сьюзен Івей                                      |
| 2002 | Моє серце                                                  | The Heart of Me                                     | Дайна                                            |
| 2002 | Доки не розбудять нас голоси живих                         | Till Human Voices Wake Us                           | Рубі                                             |
| 2002 | Із Багдада наживо                                          | Live From Baghdad                                   | Інгрід Формейнк                                  |
| 2003 | Генріх VIII                                                | Henry VIII                                          | Анна Болейн                                      |
| 2003 | Велика риба                                                | Big Fish                                            | Дженні, Відьма                                   |
| 2005 | Чарлі і шоколадна фабрика                                  | Charlie and the Chocolate Factory                   | Місіс Бакет                                      |
| 2005 | Балачки із іншими жінками                                  | Conversations with Other Women                      | Жінка                                            |
| 2005 | Воллес і Громіт: Прокляття Кролика-перевертня (мультфільм) | Wallace & Gromit in The Curse of the Were-Rabbit    | (голос) Леді Кампанала Тоттінгтон                |
| 2005 | Труп нареченої                                             | Corpse Bride                                        | (голос) Емілі, мертва наречена                   |
| 2005 | Прекрасна сімка                                            | Magnificent 7                                       | Магджі                                           |
| 2007 | Гаррі Поттер і Орден фенікса                               | Harry Potter and the Order of the Pheonix           | Белатриса Лестранж                               |
| 2007 | Свіні Тодд: демон-перукар із Фліт-стріт                    | Sweeney Todd: The Demon Barber of Fleet Street      | Місіс Неллі Лавет                                |
| 2009 | Гаррі Поттер і Напівкровний Принц                          | Harry Potter and the Half-Blood Prince              | Белатриса Лестранж                               |
| 2009 | Термінатор: Спасіння прийде                                | Terminator Salvation                                | Серена                                           |
| 2010 | Аліса у Країні Чудес                                       | Alice in Wonderland                                 | Червона королева                                 |
| 2010 | Гаррі Поттер і Смертельні реліквії: Частина 1              | Harry Potter and the Deathly Hallows                | Белатриса Лестранж                               |
| 2010 | Король говорить!                                           | The King's Speech                                   | Королева Єлизавета                               |
| 2011 | Гаррі Поттер і Смертельні реліквії: Частина 2              | Harry Potter and the Deathly Hallows                | Белатриса Лестранж                               |
| 2012 | Похмурі тіні                                               | Dark Shadows                                        | психіатриня Джулія Гофман                        |
| 2012 | Знедолені                                                  | Les Misérables                                      | мадам Тенардьє                                   |
| 2013 | Самотній рейнджер                                          | The Lone Ranger                                     | Red                                              |
| 2013 | Неймовірна подорож містера Співета                         | The Young and Prodigious Spivet                     | Докторка Клейр (Dr. Clair)                       |
| 2014 | Наступить ніч                                              | Night Will Fall                                     | читає текст                                      |
| 2015 | Попелюшка                                                  | Cinderella                                          | добра фея                                        |
| 2015 | Суфражистка                                                | Suffragette                                         | Едіт Нью                                         |
| 2016 | Аліса в Задзеркаллі                                        | Alice Through the Looking Glass                     | Червона королева                                 |
| 2016 | З любов'ю, Ніна                                            | Love, Nina                                          | Джорджія                                         |
| 2017 | 55 кроків                                                  | 55 Steps                                            | Елеонор Ріс                                      |
| 2018 | Вісім подруг Оушена                                        | Ocean's Eight                                       | Роуз                                             |
| 2020 | Енола Холмс                                                | Enola Holmes                                        | Еудорія Голмс                                    |
| 2022 | Енола Холмс 2                                              | Enola Holmes 2                                      | Еудорія Голмс                                    |
| 2023 | Одне життя                                                 | One Life                                            | Бабі Вінтон                                      |
| 2024 | Чотири листи кохання                                       | Four Letters of Love                                | Марґарет Ґор                                     |

## Нагороди та номінації
| Нагорода                                | Рік  | Категорія                                                                | Робота                                  | Результат |
| --------------------------------------- | ---- | ------------------------------------------------------------------------ | --------------------------------------- | --------- |
| Оскар                                   | 1998 | Найкраща жіноча роль                                                     | Крила голубки                           | Номінація |
| Оскар                                   | 2011 | Найкраща жіноча роль другого плану                                       | Промова короля                          | Номінація |
| BAFTA Film Awards                       | 1993 | Найкраща жіноча роль другого плану                                       | Маєток Говардс Енд                      | Номінація |
| BAFTA Film Awards                       | 1998 | Найкраща жіноча роль                                                     | Крила голубки                           | Номінація |
| BAFTA Film Awards                       | 2011 | Найкраща жіноча роль другого плану                                       | Промова короля                          | Перемога  |
| BAFTA TV Awards                         | 2010 | Найкраща жіноча роль                                                     | Енід                                    | Номінація |
| BAFTA TV Awards                         | 2014 | Найкраща жіноча роль                                                     | Бертон і Тейлор                         | Номінація |
| BAFTA TV Awards                         | 2020 | Найкраща жіноча роль другого плану                                       | Корона                                  | Номінація |
| BAFTA TV Awards                         | 2021 | Найкраща жіноча роль другого плану                                       | Корона                                  | Номінація |
| Золотий глобус                          | 1994 | Найкраща жіноча роль мінісеріалу або телефільму                          | Фатальна брехня: Міс Лі Харві Освальд   | Номінація |
| Золотий глобус                          | 1998 | Найкраща жіноча роль — драма                                             | Крила голубки                           | Номінація |
| Золотий глобус                          | 1999 | Найкраща жіноча роль другого плану в серіалі, мінісеріалі або телефільмі | Мерлін                                  | Номінація |
| Золотий глобус                          | 2003 | Найкраща жіноча роль мінісеріалу або телефільму                          | Прямий ефір з Багдада                   | Номінація |
| Золотий глобус                          | 2008 | Найкраща жіноча роль — комедія або мюзикл                                | Свіні Тодд: демон-перукар із Фліт-стріт | Номінація |
| Золотий глобус                          | 2011 | Найкраща жіноча роль другого плану                                       | Промова короля                          | Номінація |
| Золотий глобус                          | 2014 | Найкраща жіноча роль мінісеріалу або телефільму                          | Бертон і Тейлор                         | Номінація |
| Золотий глобус                          | 2020 | Найкраща жіноча роль другого плану в серіалі, мінісеріалі або телефільмі | Корона                                  | Номінація |
| Золотий глобус                          | 2021 | Найкраща жіноча роль другого плану в серіалі, мінісеріалі або телефільмі | Корона                                  | Номінація |
| Прайм-тайм премія «Еммі»                | 1998 | Найкраща жіноча роль другого плану в мінісеріалі або телефільмі          | Мерлін                                  | Номінація |
| Прайм-тайм премія «Еммі»                | 2003 | Найкраща жіноча роль у мінісеріалі або телефільмі                        | Прямий ефір з Багдада                   | Номінація |
| Прайм-тайм премія «Еммі»                | 2014 | Найкраща жіноча роль у мінісеріалі або телефільмі                        | Бертон і Тейлор                         | Номінація |
| Прайм-тайм премія «Еммі»                | 2020 | Найкраща жіноча роль другого плану в драматичному телесеріалі            | Корона                                  | Номінація |
| Прайм-тайм премія «Еммі»                | 2021 | Найкраща жіноча роль другого плану в драматичному телесеріалі            | Корона                                  | Номінація |
| Міжнародна премія «Еммі»                | 2010 | Найкраща жіноча роль                                                     | Енід                                    | Перемога  |
| Премія Гільдії кіноакторів США          | 1998 | Найкраща жіноча роль                                                     | Крила голубки                           | Номінація |
| Премія Гільдії кіноакторів США          | 2011 | Найкраща жіноча роль другого плану                                       | Промова короля                          | Номінація |
| Премія Гільдії кіноакторів США          | 2011 | Найкращий акторський склад в ігровому кіно                               | Промова короля                          | Перемога  |
| Премія Гільдії кіноакторів США          | 2013 | Найкращий акторський склад в ігровому кіно                               | Знедолені                               | Номінація |
| Премія Гільдії кіноакторів США          | 2014 | Найкраща жіноча роль у мінісеріалі або телефільмі                        | Бертон і Тейлор                         | Номінація |
| Премія Гільдії кіноакторів США          | 2020 | Найкраща жіноча роль у драматичному серіалі                              | Корона                                  | Номінація |
| Премія Гільдії кіноакторів США          | 2020 | Найкращий акторський склад у драматичному серіалі                        | Корона                                  | Перемога  |
| Премія Гільдії кіноакторів США          | 2021 | Найкращий акторський склад у драматичному серіалі                        | Корона                                  | Перемога  |
| Супутник                                | 1998 | Найкраща акторка — драма                                                 | Крила голубки                           | Номінація |
| Супутник                                | 1999 | Найкраща акторка — драма                                                 | Теорія польоту                          | Номінація |
| Супутник                                | 2012 | Найкращий акторський склад                                               | Знедолені                               | Перемога  |
| Супутник                                | 2014 | Найкраща акторка в мінісеріалі або телефільмі                            | Бертон і Тейлор                         | Номінація |
| Кінопремія «Вибір критиків»             | 1998 | Найкраща акторка                                                         | Крила голубки                           | Перемога  |
| Кінопремія «Вибір критиків»             | 2008 | Найкращий акторський склад                                               | Свіні Тодд: демон-перукар із Фліт-стріт | Номінація |
| Кінопремія «Вибір критиків»             | 2011 | Найкраща акторка другого плану                                           | Промова короля                          | Номінація |
| Кінопремія «Вибір критиків»             | 2011 | Найкращий акторський склад                                               | Промова короля                          | Номінація |
| Кінопремія «Вибір критиків»             | 2012 | Найкращий акторський склад                                               | Знедолені                               | Номінація |
| Вибір телевізійних критиків             | 2014 | Найкраща акторка в мінісеріалі або телефільмі                            | Бертон і Тейлор                         | Номінація |
| Вибір телевізійних критиків             | 2020 | Найкраща акторка другого плану в драматичному серіалі                    | Корона                                  | Номінація |
| Премія Лондонського гуртка кінокритиків | 1999 | Британська акторка року                                                  | Крила голубки                           | Перемога  |
| Премія Лондонського гуртка кінокритиків | 2008 | Британська акторка року                                                  | Свіні Тодд: демон-перукар із Фліт-стріт | Номінація |
| Премія Лондонського гуртка кінокритиків | 2011 | Британська акторка другого плану                                         | Аліса у Дивокраї                        | Номінація |
| Премія Лондонського гуртка кінокритиків | 2011 | Британська акторка року                                                  | Промова короля                          | Номінація |
| Премія Лондонського гуртка кінокритиків | 2013 | Премія Діліс Павелл                                                      | Н/Д                                     | Перемога  |
| Національна рада кінокритиків США       | 1997 | Найкраща жіноча роль                                                     | Крила голубки                           | Перемога  |
| Національна рада кінокритиків США       | 2012 | Найкращий акторський склад                                               | Знедолені                               | Перемога  |
| Сатурн                                  | 1995 | Найкраща кіноакторка                                                     | Франкенштейн                            | Номінація |
| Сатурн                                  | 2002 | Найкраща кіноакторка другого плану                                       | Планета мавп                            | Номінація |
| Сатурн                                  | 2008 | Найкраща кіноакторка                                                     | Свіні Тодд: демон-перукар із Фліт-стріт | Номінація |